# أسا دبليو. جونز
أسا دبليو. جونز هو محامي وسياسي أمريكي، ولد في 18 سبتمبر 1838، وتوفي في 9 أكتوبر 1918 في مقاطعة ترمبول في الولايات المتحدة. نشط حزبياً في الحزب الجمهوري. وقد انتخب نائب حاكم ولاية أوهايو ‏.